# 스가 나나코
스가 나나코(菅 なな子,すが ななこ, 1996년 11월 11일 - )는 일본 여성 아이돌 그룹 SKE48의 전 멤버이다.

## 개요
- 전 SKE48 팀E 멤버 AKS 소속.
- 2014년 2월 23일, SKE48 연구생 야노 아즈키와 SKE48 졸업.